# Ulf Hjertman
Ulf Bengt Gottfrid Hjertman, tidigare Karlsson, född 4 januari 1958 i Mjölby, Östergötlands län, är en svensk präst.

## Biografi
Ulf Hjertman arbetade 2003 som sjukhuspräst på Karsuddens rättspsykiatriska klinik. Han blev 25 november 2013 kyrkoherde i Åkerbo församling och efterträdde kyrkoherden Fredrik Lennman.
Hjertman blev 8 augusti 2022 kontraktsprost för Östgötabygdens kontrakt.